# نيل تومسون (لاعب كريكت)
نيل تومسون (2 فبراير 1937 في نيوزيلندا - ) (بالإنجليزية: Neale Thompson)‏ هو لاعب كريكت نيوزلندي.

## وصلات خارجية
- نيل تومسون على موقع إي آس بي آن كريك إنفو (الإنجليزية)